# Nitrianska Streda
Nitrianska Streda (in ungherese Nyitraszerdahely) è un comune della Slovacchia facente parte del distretto di Topoľčany, nella regione di Nitra.